# Frézování pařezu
Frézování pařezu je metoda mechanického odstranění pařezu. Oproti vypalování pařezu nabízí bezproblematické odstranění bez rizika klasického, ale i kořenového požáru. Nahrazuje také chemické odstranění a urychlení rozkladu přípravky typu pařezník. Na rozdíl od ostatních metod se jedná o okamžitou změnu bez zbytečných rizik podzemního hoření či chemického zamoření půdy.

## Rychlost odstranění pařezu
Rychlost odstranění pařezu závisí na průměru pařezu, typu dřeva, stavu dřeva a typu frézy. Průměrný čas pro odstranění pařezu o průměru 50 cm s výškou 15 cm je okolo 30 minut s frézou Vermeer SC30PX.

## Typy frézy
Frézy jsou mechanické a hydraulické. Mechanické frézy jsou poháněny klasickými řemeny, zatímco hydraulické jsou poháněny hydraulickými čerpadly. Ty zaručují vyšší výkon, plynulejší chod a bezpečnější práci. Obecně platí, že nad pařezy s průměrem nad 80cm se vyplatí pracovat s hydraulickou frézou. Mezi nejznámější výrobce patří Vermeer, Laski, FSI.